# Blackfriars Railway Bridge
Blackfriars Railway Bridge is een spoorbrug over de Theems in Londen tussen Blackfriars Bridge en de Millennium Bridge.
Er zijn twee bruggen geweest met deze naam. De eerste is gebouwd in 1864 en ontworpen door Joseph Cubitt voor de London, Chatham and Dover Railway. Deze brug werd in 1985 afgebroken omdat de brug te zwak was om de moderne treinen te dragen. Alleen de pijlers van deze brug resteren nog. samen met het zuidelijke landhoofd met het logo van de spoorwegmaatschappij, wat monumentenstatus kreeg.
De tweede brug, iets verder benedenstrooms, heette oorspronkelijk St Paul's Railway Bridge en werd geopend in 1886. Deze was ontworpen door John Wolfe-Barry en Henri Marc Brunel en is gemaakt van smeedijzer. Toen in 1937 de naam van het naast de brug gelegen station St Paul's railway station veranderde naar Blackfriars Station veranderde ook de naam van de brug.
Aan de zuidzijde van de brug stond het station Blackfriars Bridge railway station dat opende in 1864 en in 1885 sloot nadat het huidige station Blackfriars station opende. Blackfriars Bridge railway station bleef nog een goederenstation tot 1964 waarna het gesloopt werd en het gebied herontwikkeld werd met kantoren.
Als onderdeel van het Thameslink Programme worden de perrons van Blackfriars station verlengd over de Theems. Hierbij worden ze gedeeltelijk ondersteund door de oude pijlers uit 1864.

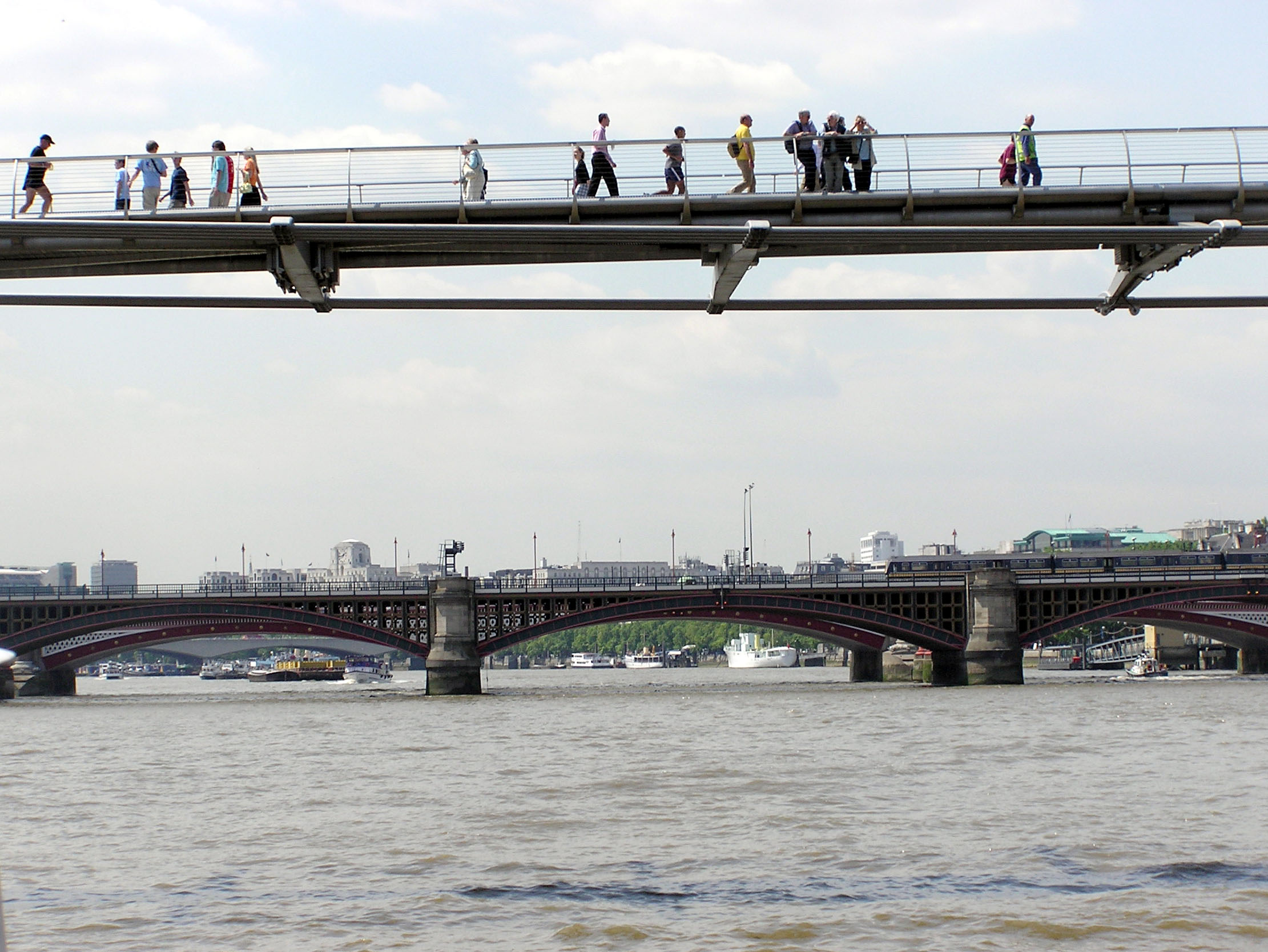
Blackfriars Railway Bridge. De brug op de voorgrond is de Millennium pedestrian bridge
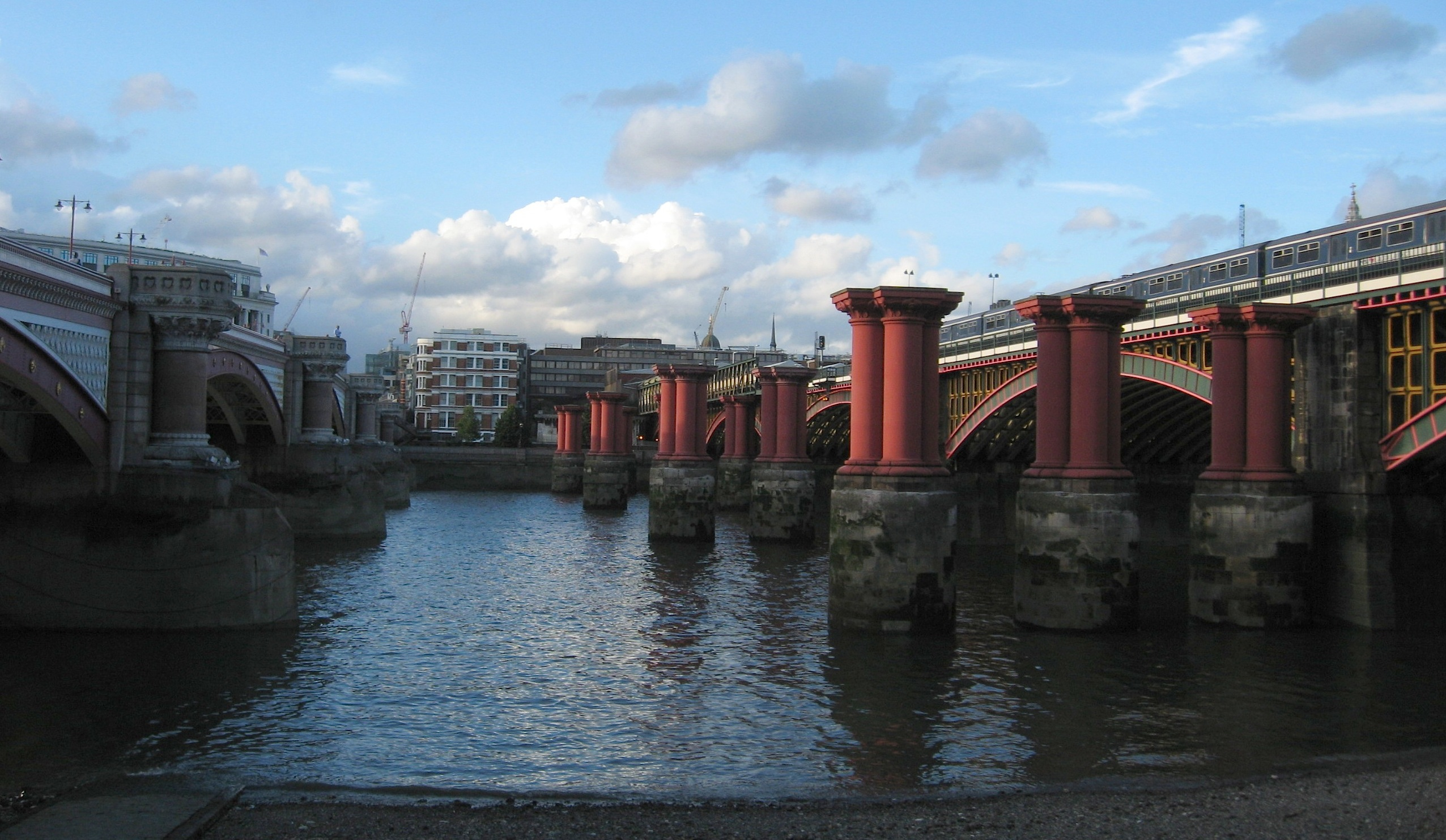
Blackfriars Bridge en Blackfriars Railway bridge, vanaf de zuidelijke oever
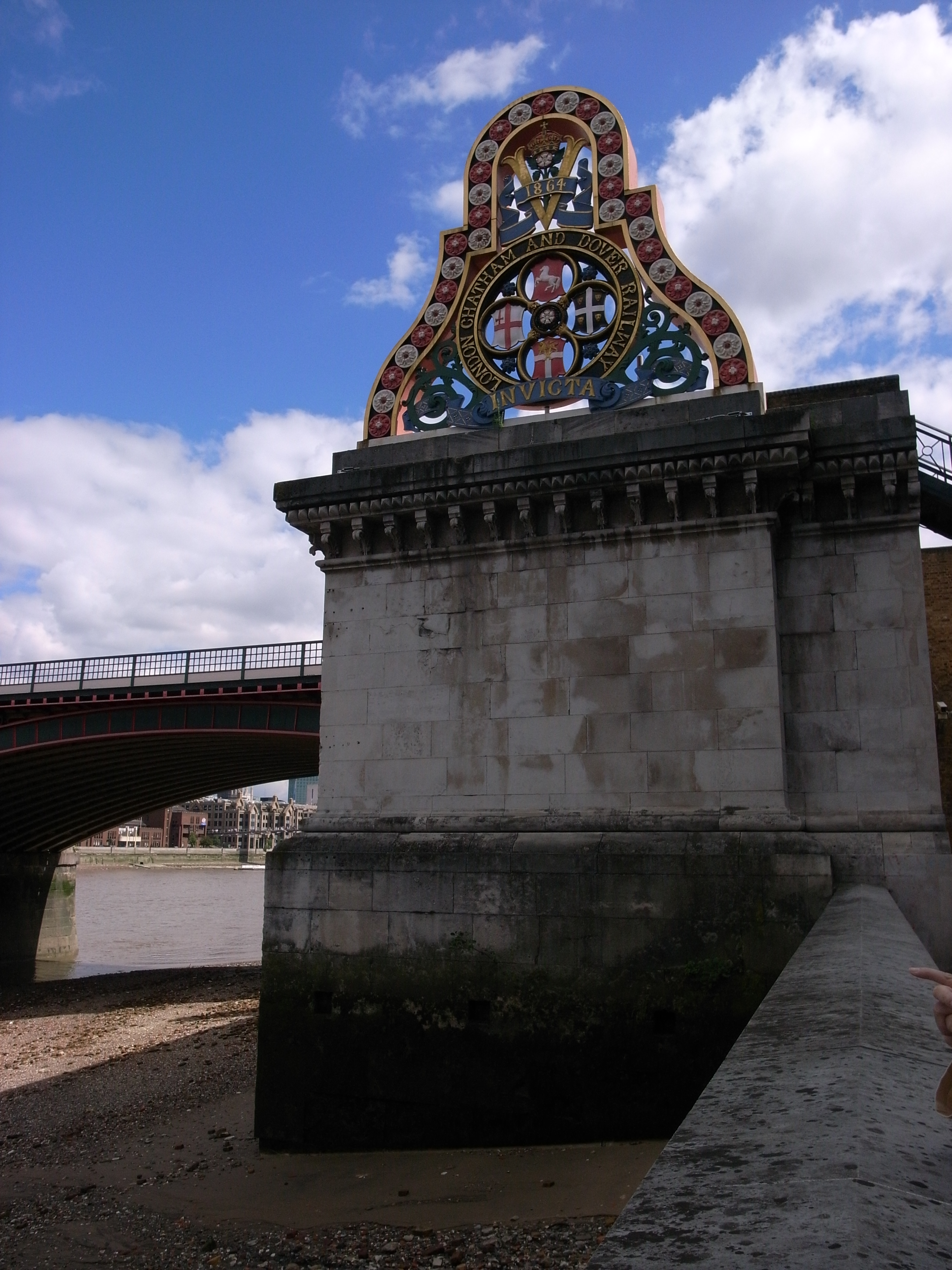
Bedrijfslogo van de London, Chatham and Dover Railway op het zuidelijke landhoofd van de oude brug

Albert Bridge · Chelsea Bridge · Grosvenor Bridge · Vauxhall Bridge · Lambeth Bridge · Westminster Bridge · Hungerford Bridge · Waterloo Bridge · Blackfriars Bridge · Blackfriars Railway Bridge · Millennium Bridge · Southwark Bridge · Cannon Street Railway Bridge · London Bridge · Tower Bridge

Zie ook: Lijst van oeververbindingen van de Theems